# Chézy-en-Orxois
Chézy-en-Orxois è un comune francese di 368 abitanti situato nel dipartimento dell'Aisne della regione dell'Alta Francia.

## Società

### Evoluzione demografica
Abitanti censiti